# Пихлер, Вольфганг
Во́льфганг Пи́хлер (нем. Wolfgang Pichler; род. 23 января 1955 года в Рупольдинге) — немецкий тренер по лыжным гонкам и биатлону, с апреля 2015 тренер сборной Швеции по биатлону. Наибольших успехов добился, работая со сборной Швеции по биатлону в 1990—2000-х годах. 

## Биография
Занимался лыжными гонками. После окончания карьеры с конца 1980-х служил офицером таможни на немецко-австрийской границе, в 1990-х стал совмещать службу с тренерской работой.
Вольфганг Пихлер был первым тренером многократной чемпионки мира и обладательницы Кубка мира Магдалены Форсберг. После её ухода он остался тренером шведской сборной. На Олимпийских играх 2006 году в Турине Анна Карин Улофссон-Зидек, лишь за 4 года до этого перешедшая в биатлон из лыжных гонок, выиграла серебро в спринте и золото в масс-старте, что стало высшим достижением шведского биатлона на Олимпийских играх с 1960 года. 
27 апреля 2011 года стало известно, что Пихлер согласился стать главным тренером женской сборной России по биатлону, разорвав своё соглашение со сборной Швеции. Контракт с тренером рассчитан на три года. Другая его бывшая подопечная, Хелена Экхольм, выразила разочарование назначением Пихлера и заявила, что чувствует себя «разбитой».
После окончания чемпионата мира по биатлону 2012, который проходил в Рупольдинге, Пихлер негативно высказался о тренере сборной Беларуси Клаусе Зиберте, назвав его «допингистом». Многие рассматривают слова Пихлера как обиду за слабое выступление его подопечных, лидеров Кубка наций, которые смогли завоевать лишь одну бронзу, а подопечная Зиберта Дарья Домрачева завоевала серебро и золото. Как сообщила белорусская биатлонистка Людмила Калинчик, «Пихлер лично принес извинения Домрачевой за обвинения в допинге… После его скандальных заявлений Пихлера вызывал президент Международного союза биатлонистов Андерс Бессеберг и настоял, чтобы он попросил прощения у Дарьи. И он лично принес ей извинения».
Методы тренировки Пихлера и результаты выступлений сборной России под руководством Пихлера неоднократно жестко критиковались многими ведущими российскими тренерами.
В апреле 2013 года Правление СБР сняло Пихлера с должности старшего тренера женской сборной, разделив женскую команду на две группы и назначив  Пихлера тренером одной из групп. Группа под руководством Пихлера, потеряв по ходу сезона по разным причинам Слепцову и Глазырину, провела ещё один в целом неуспешный сезон 2013/2014 годов. Единственные оставшиеся к окончанию контракта Пихлера в его группе биатлонистки: Зайцева, Романова, Шумилова выразили доверие тренеру и сожалели об его уходе с поста тренера сборной.
На проводимый по окончании сезона 2013/2014 годов Тренерский совет СБР для отчета о работе и подведения итогов за сезон, несмотря на ещё не закончившиеся контракты, ни Пихлер, ни его помощник по стрелковой подготовке Ростовцев не явились.
Сейчас тренер работает в сборной команде Швеции.

## Семья
- Двоюродный брат — Вальтер Пихлер, бывший биатлонист и тренер.
- Брат — Клаус Пихлер с мая 2008 года является мэром своего родного города Рупольдинг.